# Bourrage (mécanique)
Pour les articles homonymes, voir Bourrage.
Un bourrage est un joint d’étanchéité se présentant généralement sous la forme d’un anneau de caoutchouc ; monté sur un arbre, sa finalité est d’empêcher le lubrifiant contenu dans le roulement à billes de fuir lors de la mise en rotation de l’arbre. Le joint sert également à empêcher la saleté et l’eau de s’infiltrer dans le logement du roulement à billes.